# 5155 Denisyuk
5155 Denisyuk eller 1972 HR är en asteroid i huvudbältet som upptäcktes den 18 april 1972 av den ryska astronomen Tamara Smirnova vid Krims astrofysiska observatorium på Krim. Den har fått sitt namn efter Jurij Nikolajevitj Denisjuk.
Asteroiden har en diameter på ungefär femton kilometer och tillhör asteroidgruppen Hygiea.